# Cimetière de Kopli
Le cimetière de Kopli  (en allemand : Friedhof von Ziegelskoppel ou encore Kirchhof von Ziegelskoppel ; en estonien : Kopli kalmistu) est un ancien cimetière situé dans le quartier de Kopli à Tallinn, en Estonie.

## Présentation
C'était le plus grand cimetière luthérien germano-balte d'Estonie. Il abritait des milliers de sépultures de notables de Tallinn jusqu'à sa destruction par les autorités d'occupation soviétiques en 1950-1951. Il est devenu un parc public.

## Personnalités enterrées dans ce cimetière
- Login Geiden (1773-1850), comte et amiral ;
- Eduard Bornhöhe (en) (1862-1923), écrivain estonien ;
- Membres de la famille Burchard dont Johannes Burchart VIII, pharmacien de Tallinn (Revel à l'époque), propriétaire de la Raeapteek et fondateur du premier musée en actuelle Estonie ;
- Gustav Adolf Hippius (1792-1856), peintre ;
- Artur Korjus (1870-1936), colonel estonien ;
- Gustav Kunnos (1878-1926), major-général estonien ;
- Karl von Kügelgen (1772-1832), peintre ;
- Rudolf Carl Georg Lehbert (1858-1928), pharmacien de la Raeapteek ;
- Charles Leroux (en) (1856-1889), aéronaute et parachutiste américain ;
- Gertrude Elisabeth Mara (1749-1833), chanteuse d’opéra allemande ;
- Julius von Paucker (1798-1856), juriste et historien ;
- Eugenie Rosenthal née Jannsen, sœur de la poétesse Lydia Koidula ;
- Sophie Tieck (1775-1833), poète et femme de lettres allemande ;
- Konstantin Türnpu (1865-1927), compositeur et organiste estonien.

## Galerie

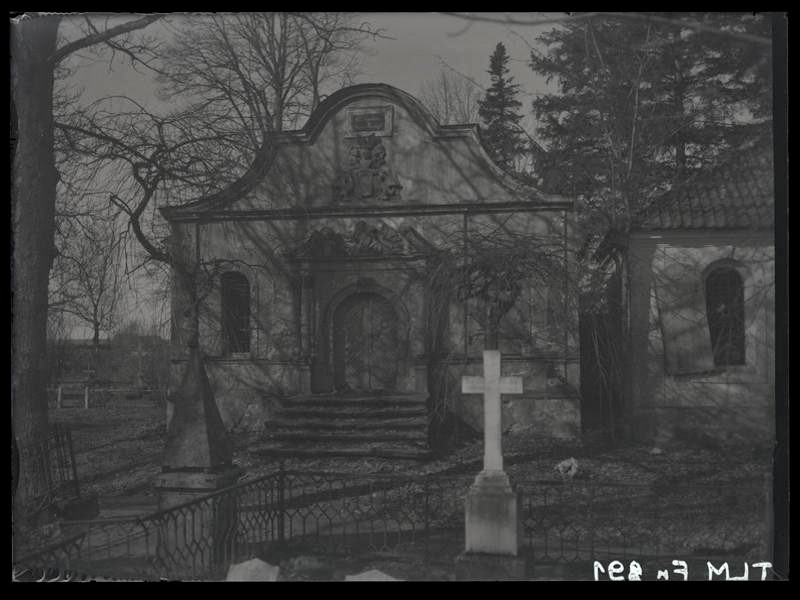
Chapelle de la famille des comtes Manteuffel.
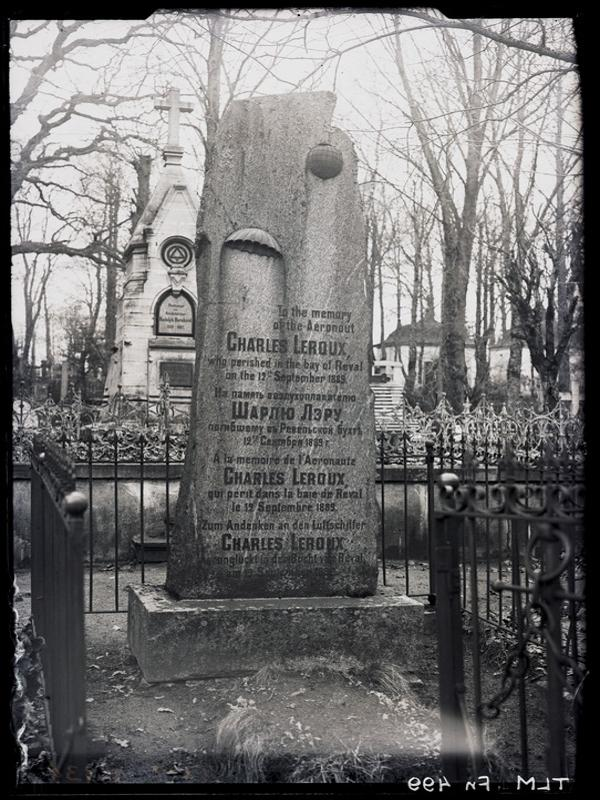
Sépulture de l'aéronaute américain Charles Leroux.
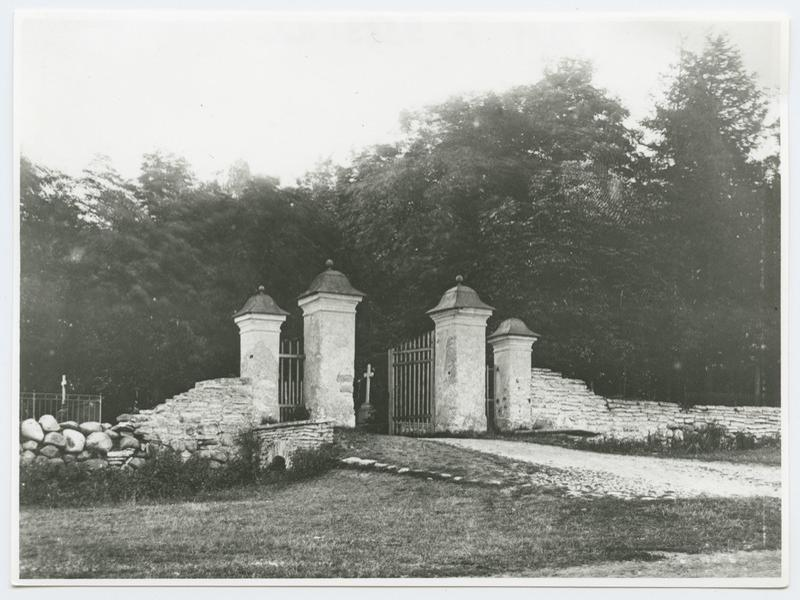
Porte principal du cimetière construit à la fin du XIXe siècle.
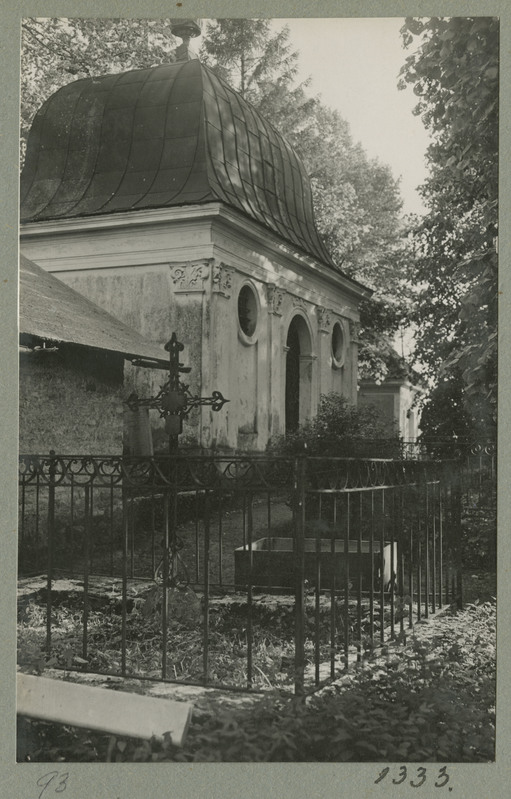
Chapelle de la famille Burchard-Bélaváry